# 顔少博
顔 少博（がん しょうはく、中国語: 顔 少博 イエン シャオボ、英語: Sebra Yen, 1989年12月13日 - ）は、アメリカ合衆国シャーロッツビル出身の男性、チャイニーズタイペイのフィギュアスケート選手(男子シングル)。
2009年四大陸フィギュアスケート選手権チャイニーズタイペイ代表。

## 経歴
アメリカ合衆国バージニア州シャーロッツビル出身、同州センタービルに在住。
13歳でスケートを始め、2006-07年シーズンまで全米ジュニアフィギュアスケート選手権の地区予選に出場。ノービスクラスに昇級した2007-08年シーズンは全米フィギュアスケート選手権地区予選に出場した。
2008-09年シーズンからチャイニーズタイペイに所属し、国際競技会には2008/2009 ISUジュニアグランプリと2009年四大陸フィギュアスケート選手権に出場した。

## 主な戦績
| 大会/年         | 2008-09 | 2009-10 |
| --------------- | ------- | ------- |
| 四大陸選手権    | 26      |         |
| 台北選手権      | 4       | 2       |
| JGPメキシコ杯   | 27 J    |         |
| JGPマドリード杯 | 13 J    |         |

### 詳細
| 2009-2010 シーズン   |                                      |         |         |         |
| 開催日               | 大会名                               | SP      | FS      | 結果    |
| 2009年8月15日 - 16日 | 台湾フィギュアスケート選手権（台北） | 2 31.63 | 2 63.50 | 2 95.13 |

| 2008-2009 シーズン   |                                                      |          |          |          |
| 開催日               | 大会名                                               | SP       | FS       | 結果     |
| 2009年2月5日 - 7日   | 2009年四大陸フィギュアスケート選手権（バンクーバー） | 26 31.05 | -        | 26       |
| 2008年9月24日 - 28日 | ISUジュニアグランプリ マドリード杯（マドリード）     | 26 33.77 | 28 58.54 | 27 92.31 |
| 2008年9月10日 - 14日 | ISUジュニアグランプリ メキシコ杯（メキシコシティ）   | 12 31.34 | 14 56.99 | 13 88.33 |

## プログラム
| シーズン  | SP                                           | FS                                                           |
| --------- | -------------------------------------------- | ------------------------------------------------------------ |
| 2008-2009 | desert 作曲：Benoit Jutras 振付：Chris Conte | 映画「女帝 ［エンペラー］」より 作曲：譚盾 振付：Chris Conte |